# 大正郵便局 (高知県)
大正郵便局（たいしょうゆうびんきょく）は、高知県高岡郡四万十町にある郵便局。民営化前の分類では集配特定郵便局であった。

## 概要
住所：〒786-0399 高知県高岡郡四万十町大正389-4

## 沿革
- 1972年（昭和47年）6月21日 - 電話交換業務を窪川電報電話局に移管[1]。
- 2003年（平成15年）4月1日 - 下津井簡易郵便局の一時閉鎖[2]に伴い、取扱事務を承継。
- 2007年（平成19年）10月1日 - 民営化に伴い、併設された郵便事業須崎支店大正集配センターに一部業務を移管。
- 2012年（平成24年）10月1日 - 日本郵便株式会社発足に伴い、郵便事業須崎支店大正集配センターを大正郵便局に統合。
- 2016年（平成28年）2月22日 - 十川郵便局から集配業務を移管。

## 取扱内容
- 郵便、印紙、ゆうパック、内容証明
- 貯金、為替、振替、振込、国際送金、国債
- 生命保険、バイク自賠責保険
- ゆうちょ銀行ATM
- 高岡郡四万十町内の一部地域（旧大正町、旧十和村域：〒786-03xx、〒786-05xx）の集配業務

## 周辺
- 四万十町役場 大正総合支所（旧大正町役場）
- 高知県立四万十高等学校
- 四万十町立大正中学校
- 四万十町立田野々小学校
- 国道381号
- 四万十川

## アクセス
- JR予土線 土佐大正駅から北へ約500m（徒歩約6分）
- 四万十交通 田野々停留所下車
- 駐車場あり：2台